# St. Charles (Illinois)
St. Charles es una ciudad ubicada en el condado de Kane en el estado estadounidense de Illinois. En el Censo de 2010 tenía una población de 32 974 habitantes y una densidad poblacional de 852,79 personas por km².

## Geografía
St. Charles se encuentra ubicada en las coordenadas 41°55′8″N 88°18′41″O / 41.91889, -88.31139. Según la Oficina del Censo de los Estados Unidos, St. Charles tiene una superficie total de 38,67 km², de la cual 37,83 km² corresponden a tierra firme y (2,17%) 0,84 km² es agua.

## Demografía
Según el censo de 2010, había 32 974 personas residiendo en St. Charles. La densidad de población era de 852,79 hab./km². De los 32 974 habitantes, St. Charles estaba compuesto por el 88,84% blancos, el 2,5% eran afroamericanos, el 0,19% eran amerindios, el 3,17% eran asiáticos, el 0,05% eran isleños del Pacífico, el 3,64% eran de otras razas y el 1,62% pertenecían a dos o más razas. Del total de la población el 10,16% eran hispanos o latinos de cualquier raza.